# Moineau soulcie
Pour les articles homonymes, voir Moineau soulcie (homonymie).
Genre
Espèce
Statut de conservation UICN

 LC  : Préoccupation mineure

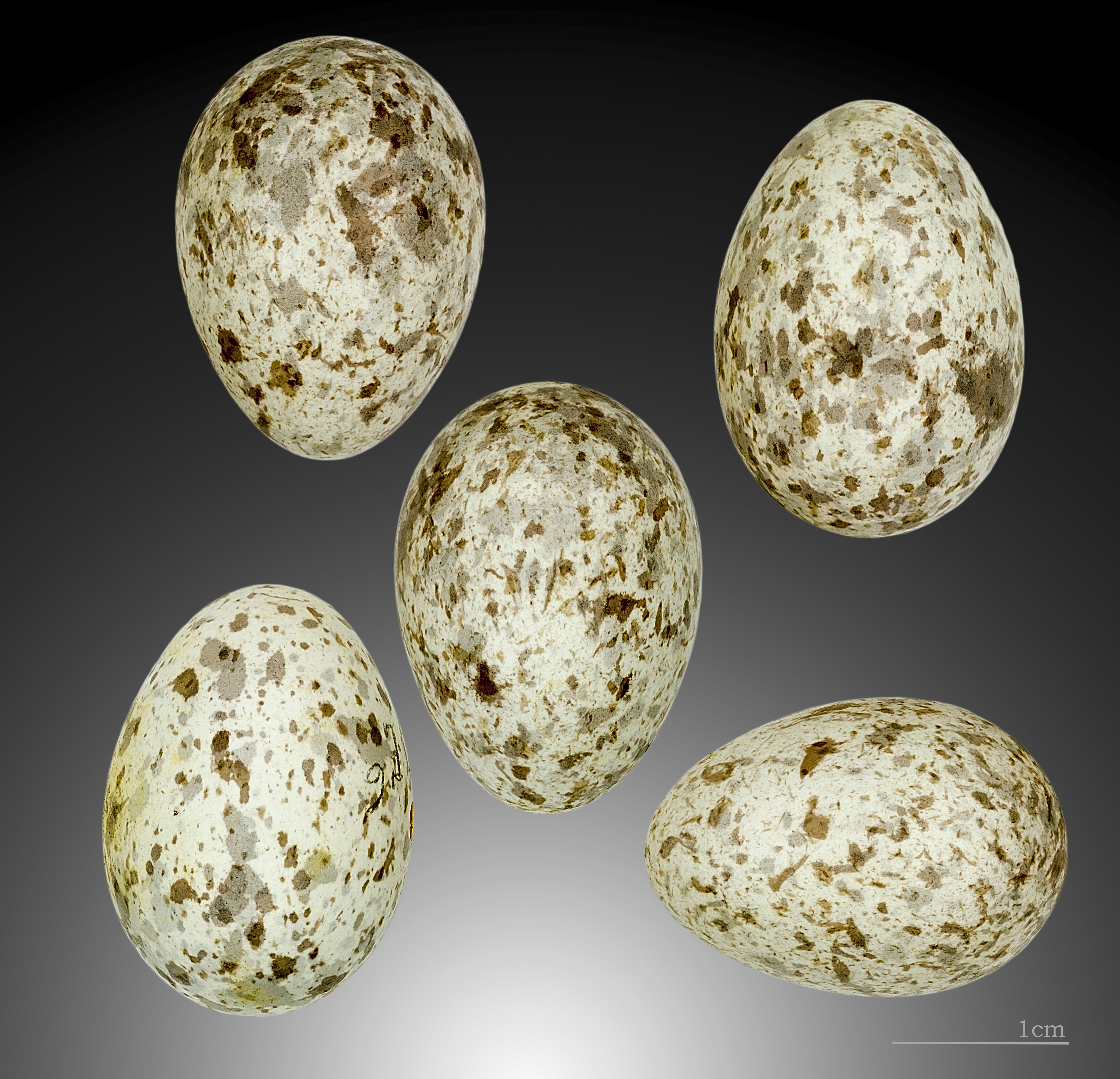
Œufs de Moineau soulcie - Muséum de Toulouse

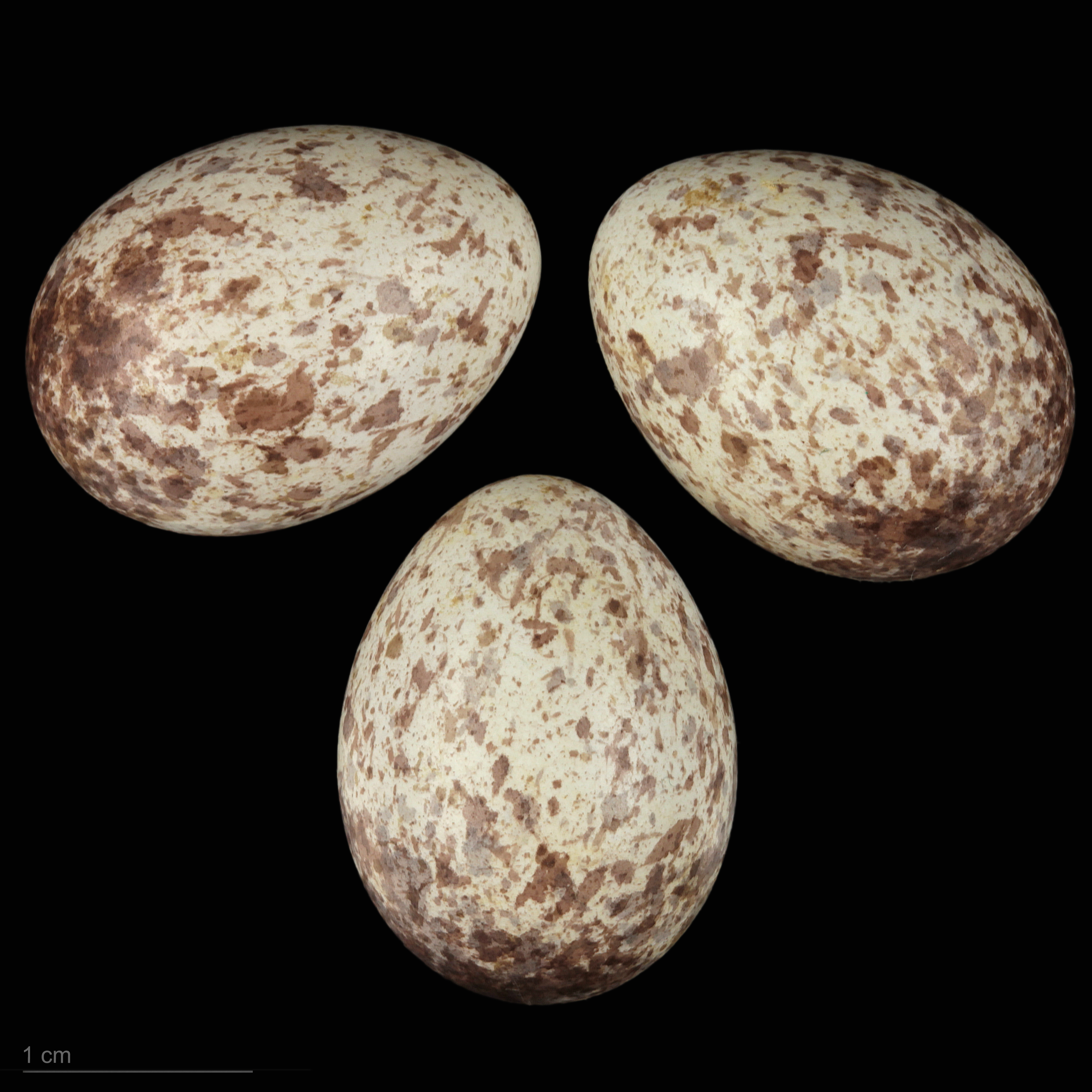
Oeufs de Petronia petronia barbara - Muséum de Toulouse

Le Moineau soulcie (Petronia petronia) est une espèce d'oiseaux appartenant à la famille des Passeridae. C'est la seule espèce du genre Petronia d'après la classification de référence (version 2.2, 2009) du Congrès ornithologique international.

## Historique et dénomination
L'espèce Petronia petronia a été décrite par le naturaliste suédois Carl von Linné sous le nom de Fringilla petronia, dans la 12e édition de son Systema naturae en 1766. En effet, Linné classait dans le genre Fringilla aussi bien les pinsons (Fringilla actuels) que les Carduelinae, les moineaux du genre Passer, des bruants, ou des espèces aujourd’hui classées dans d’autres familles.
Le genre Petronia est dû à Kaup en 1829, qui reprend l’épithète attribuée par Linné comme nom de genre. Ce nom vient de "petra", qui signifie rocher en grec ancien. Le moineau soulcie est d’ailleurs nommé "moineau des rochers" dans plusieurs langues (anglais "Rock Sparrow", allemand "Steinsperling", etc.). Le nom "soulcie" serai de soulcie est une variante féminine du mot souci désignant à l’origine une plante à fleur jaune ou jaune orangé, le souci officinal (Calendula officinalis) en référence à la tache jaune sur sa gorge.

### Synonymes
- Passer sylvestris Brisson
- Petronia rupestris Bonaparte.

## Description
Les deux sexes sont semblables, comme chez le moineau friquet. Le moineau soulcie ressemble à une femelle de moineau domestique en plus terne, avec un net sourcil entouré de deux raies sombres, et une raie médiane claire sur la calotte. Le bec est fort, avec la pointe sombre et la mandibule inférieure jaunâtre. La poitrine est blanche, striée de mouchetures grises en lignes. L’adulte présente une tache jaune sur la gorge, mais elle est très souvent peu visible. La queue est sombre avec le bout des rectrices clair.
Il est de taille à peine supérieure à celle d’un moineau domestique, de 14 à 17 cm. Son poids est de 26 à 35g, aussi bien pour les mâles que pour les femelles, et varie selon la saison et les sous-espèces.

## Répartition et habitat
L’espèce se rencontre du pourtour méditerranéen jusqu’à la Chine. Elle compte 7 sous-espèces :
- P. p. petronia  Linneaus 1766 : S de l’Europe de l'Europe jusqu'à l'Ouest de la Turquie, Madère et les Canaries
- P. p. barbara, Erlanger, 1899 : du Maroc à l’Ouest de la Libye
- P. p. exigua, Hellmayr, 1902 : Centre de la Turquie jusqu’au Caucase, N de l’Iran et de l’Irak
- P. p. puteicola, Festa, 1894 : S de la Turquie jusqu’en Jordanie
- P. p. kirhizica, Sushkin, 1925 : Mer Caspienne jusqu’au Kirghizistan
- P. p. intermedia, Hartet 1901 : Iran et N. de l’Afghanistan jusqu’au NO de la Chine
- P. p. brevirostris, Taczanowski, 1874 : Mongolie, S et centre de la Sibérie, N et centre de la Chine.

En Europe, l’Espagne compte plus de 90 % de la population européenne avec environ 1 million de couples. Il y aurait 10 000 à 100 000 couples au Portugal. En France, il compterait 1 000 à 10 000 couples, surtout dans le Languedoc, ainsi que dans le Queyras et la Haute vallée de la Durance, et en Corse, avec quelques populations plus isolées. En Italie, à l’exception d’une petite population de 150 couples environ dans les Alpes piémontaises, il est présent dans la moitié sud de la botte, dans les régions montagneuses, en Sardaigne, et en Sicile. En Suisse, les témoignages de nidifications anciennes (Genève) ne sont pas vérifiables et sujets à caution.
Il niche dans les milieux ouverts, dans les régions avec plus de 2000 heures d’ensoleillement : versants pierreux, sablières, zones ouvertes avec des murs, parfois dans des zones d’habitations anciennes (ruines, vieux bâtiments). , où il est en concurrence avec les moineaux domestiques, qui tendent à le supplanter. Sa densité est faible.

## Alimentation
Bien qu’on connaisse encore mal son régime alimentaire, les adultes sont essentiellement granivores: céréales, tournesol, épine-vinette, genévrier, figues, mûres, mais aussi arthropodes. Les jeunes au nid sont nourris d’orthoptères et autres arthropodes. Ils se nourrissent au sol, parfois dans les arbres ou en vol devant les parois,. Il ne se nourrit pas dans les villages où il niche. 

## Comportement
Après la période de nidification, il est grégaire et se rassemble en bandes, en général de quelques dizaines d’individus au maximum, sauf dans les régions où il est abondant, où les bandes peuvent compter plusieurs centaines d'individus. Les populations de plaine et de moyenne montagne se déplacent peu en hiver. Celles de montagnes gagnent des zones de plus basse altitude lorsque la neige recouvre le sol, en général à quelques kilomètres de distance, mais parfois nettement plus loin. On parle alors plus de transhumance que de migration. On ne connaît pas encore bien ses déplacements.

## Reproduction
Le moineau soulcie est cavernicole. Il niche dans des trous de vieux arbres, de falaises (y compris nids de guêpiers) ou de vieux murs, des tiges métalliques creuses. Il accepte des nichoirs.
La parade n’est pas collective, et pratiquent des vols nuptiaux par couple à proximité du nid. Au sol, le mâle se gonfle et s’allonge en montrant les taches claires de sa queue qu’il étale. Les oiseaux étalent leurs ailes et montrent la tache jaune de leur gorge, avec des cris qui augmentent peu à peu. L’accouplement est bref.
La majorité de la population est monogame, mais une partie est polygame. Les mâles participent moins que les femelles à l’élevage des jeunes et tentent de séduire une deuxième femelle. Les femelles qui font une deuxième ponte peuvent alors abandonner la première que le mâle élève alors seul. Près d’un tiers des poussins ne sont pas du mâle du nid. En Europe, la ponte, de quatre à six œufs en moyenne, démarre de fin avril en Espagne à mi-juin dans les Alpes. Ils sont de couleur semblable à ceux du moineau domestique, gris blanchâtre à brun roux avec des taches sombres variables. Ils mesurent 21 x15 mm. Les secondes pontes sont moins nombreuses.

## Évolution
Bien que ne figurant pas sur la liste rouge, l’espèce est en forte régression. Jusque dans les années 1920-1930, elle était présente en Allemagne et en Autriche, jusqu’en Pologne (dernier indice en 1897). En France elle nichait au XIXe siècle dans le Jura, la Bourgogne et jusqu’en Alsace, où elle a totalement disparu. La régression se poursuit dans les régions du Sud, où les populations sont souvent dispersées. 
La cause de cette régression est très probablement l’intensification de l’agriculture et la disparition des cultures traditionnelles, avec la disparition des habitats favorables et de la nourriture (graines, orthoptères) surtout en période de reproduction. On cite également la disparition des vieux vergers, la rénovation des châteaux, et la concurrence avec les Étourneaux sansonnets, les Martinets noirs et les Moineaux domestiques pour les cavités.